# Siegfried Anger
 (décembre 2024).
La mise en forme du texte ne suit pas les recommandations de Wikipédia : il faut le « wikifier ».
Les points d'amélioration suivants sont les cas les plus fréquents. Le détail des points à revoir est peut-être précisé sur la page de discussion.
- Les titres sont pré-formatés par le logiciel. Ils ne sont ni en capitales, ni en gras.
- Le texte ne doit pas être écrit en capitales (les noms de famille non plus), ni en gras, ni en italique, ni en « petit »…
- Le gras n'est utilisé que pour surligner le titre de l'article dans l'introduction, une seule fois.
- L'italique est rarement utilisé : mots en langue étrangère, titres d'œuvres, noms de bateaux, etc.
- Les citations ne sont pas en italique mais en corps de texte normal. Elles sont entourées par des guillemets français : « et ».
- Les listes à puces sont à éviter, des paragraphes rédigés étant largement préférés. Les tableaux sont à réserver à la présentation de données structurées (résultats, etc.).
- Les appels de note de bas de page (petits chiffres en exposant, introduits par l'outil «  Source ») sont à placer entre la fin de phrase et le point final[comme ça].
- Les liens internes (vers d'autres articles de Wikipédia) sont à choisir avec parcimonie. Créez des liens vers des articles approfondissant le sujet. Les termes génériques sans rapport avec le sujet sont à éviter, ainsi que les répétitions de liens vers un même terme.
- Les liens externes sont à placer uniquement dans une section « Liens externes », à la fin de l'article. Ces liens sont à choisir avec parcimonie suivant les règles définies. Si un lien sert de source à l'article, son insertion dans le texte est à faire par les notes de bas de page.
- La présentation des références doit suivre les conventions bibliographiques. Il est recommandé d'utiliser les modèles {{Ouvrage}}, {{Chapitre}}, {{Article}}, {{Lien web}} et/ou {{Bibliographie}}. Le mode d'édition visuel peut mettre en forme automatiquement les références.
- Insérer une infobox (cadre d'informations à droite) n'est pas obligatoire pour parachever la mise en page.

Pour une aide détaillée, merci de consulter Aide:Wikification.
Si vous pensez que ces points ont été résolus, vous pouvez retirer ce bandeau et améliorer la mise en forme d'un autre article.
Pour les articles homonymes, voir Anger.
Otto Louis Siegfried Anger (né le 17 octobre 1837 à Tczew en Prusse occidentale, et mort le 19 novembre 1911 à Grudziądz, district de Marienwerder, Prusse occidentale) était un enseignant allemand. Il fut un pionnier de l'archéologie à Elbing et Grudziądz.

## Biographie
Siegfried Anger était le fils du pasteur et surintendant Wilhelm Anger. Il fréquente l'école municipale de Tczew (en allemand : Dirschau) puis le Gymnasium de Gdańsk. Il va ensuite à l'Université Friedrichs de Halle pour étudier la théologie protestante. En 1859, il est nommé dans l'association étudiante corps Teutonia Halle. Pour le semestre d'été 1861, il s'installe à l'Université Albertus de Königsberg. À l'automne 1863, il réussit le (deuxième) examen pro ministériel. En décembre 1863, il représenta un professeur malade au Gymnasium royal d'Elbing. En 1866, il obtient son doctorat à l'Université d'Iéna. Après avoir réussi l'examen pro facultate docendi le 1er janvier 1866, il est embauché comme professeur au Alten Elbinger Gymnasium. Il est co-fondateur et président de la Société des Antiquaires d'Elbing de 1876 à 1883. En 1878, il devient conservateur du musée municipal d'Elbing. A Elbing, il reçoit à la fin de 1880 le titre d' enseignant senior et le 27 mars 1882 il est nommé au poste d'enseignant principal. En 1882, il voit le lycée déménager du vénérable bâtiment de 1599 au nouveau bâtiment. C'est à lui que nous devons probablement les seuls rapports sur cet événement historique. Après 17 ans à Elbing, il devient directeur du Gymnasium de Grudziądz en 1883. À l'automne 1904, il prend sa retraite et reçoit le statut de conseiller du gouvernement privé.
En 1883, il fonde la Société des Antiquaires de Grudziądz et en 1884 il initie la création du musée municipal. Il s'est fait connaître dans le monde scientifique grâce à ses recherches archéologiques sur le cimetière de l'époque romaine à Neustädterfeld (aujourd'hui un quartier d'Elbing). Au cours de son travail à Grudziądz, il effectue des fouilles dans le cimetière de Rondsen près de Grudziądz . Il est le premier à rechercher le légendaire Truso près d'Elbing. Il a publié les résultats de ses recherches dans les rapports de la Société berlinoise d'anthropologie, d'ethnologie et de préhistoire et du Journal of Ethnology, ainsi que dans les rapports de la section anthropologique de la Société de recherche naturelle de Dantzig. En 1880, il est élu au conseil d'administration de la Société historique de Prusse occidentale.
À Grudziądz, il écrit également des pièces de théâtre qui furent jouées dans les théâtres provinciaux.
Il a un fils, Wolfgang Anger (né en 1888 à Grudziądz), qui étudia la philosophie à Tübingen, Berlin et Iéna et obtint son doctorat à l'Université d'Iéna en 1909.

## Principales œuvres
- Hilfsbuch für den Religionsunterricht in höheren Lehranstalten. Elbing 1869 ; 5. Édition 1898
- Über die Lage von Truso und über die Möglichkeit, dieselbe wieder aufzufinden. Conférence. Dans : Altpreußische Monatschrift 14, 1877, pp.613-622
- Trusofrage. Entgegnung. dans : Altpreußische Monatschrift 15, 1878, pp.693-694
- Zur Trusofrage. Vortrag in der Elbinger Alterthumsgesellschaft am 14. November 1878. Dans : Altpreußische Monatschrift 16, 1879, pp.126-140
- Das Gräberfeld zu Rondsen im Kreise Graudenz (= Abhandlungen zur Landeskunde der Provinz Westpreussen 1). Grudziądz 1890 ( original numérisé ).

### Pièces de théâtre
- Iphigenie in Delphi. Ein Schauspiel in drei Akten. Röthe, Graudenz 1898.
- Nausikaa. Ein Trauerspiel in fünf Akten. J. Graveur, Neisse 1900.
- Iphigenie in Mycene. Ein Nachspiel zur "Iphigenie in Delphi" in 1 Akte. J. Graveur, Neisse 1901.

### Programmes scolaires
- Zur Versuchungsgeschichte Christi. Matth. 4, 1–11. Marc. 1. 12. 13. Luc. 44, 1–13. Elbing 1873. 39 pages[6].
- Schluß des alten und Eröffnung des neuen Gymnasiums in Elbing. Elbing 1883[6].
- Rückblick auf die ersten 25 Jahre des Bestehens der Anstalt. Grudziądz 1891. p. 16-24.
- Bericht über die Feier des 25-jährigen Jubiläums der Anstalt. Grudziądz 1892. p. 9-13[7].
- Iphigenie in Delphi. Ein Schauspiel in drei Akten. Grudziądz 1898. 48 [7]
- Lehrpläne für den einzelnen Unterricht. Grudziądz 1902. p. 5-23[7].